# Lucky Luciano
Charles „Lucky” Luciano, właściwie Salvatore Lucania (ur. 24 listopada 1897 w Lercara Friddi na Sycylii, zm. 26 stycznia 1962 w Neapolu) – amerykański gangster pochodzenia włoskiego, uważany za twórcę nowoczesnej przestępczości zorganizowanej w Stanach Zjednoczonych, tzw. Narodowego Syndykatu.

## Życiorys
Urodził się w Lercara Friddi 26 km na wschód od Corleone na Sycylii. Miał czworo rodzeństwa (dwóch braci i dwie siostry): Bartolomeo (ur. 1890), Giuseppe (ur. 1898), Filippia (ur. 1901) i Concetta (ur. 1903).
Kiedy miał 5 lat, jego rodzice Antonio i Rosalia Lucania wraz z dziećmi wyemigrowali do Stanów Zjednoczonych w czasie tzw. Wielkiej Emigracji.
W USA szybko popadł w konflikt z prawem. W 1907 roku został aresztowany za włamanie, w tym samym roku wymuszał w szkole po kilka centów od uczniów, którym oferował „ochronę” przed pobiciem. Były to głównie żydowskie dzieci, które były obiektem ataków ze strony włoskich i irlandzkich rówieśników. W razie odmowy zapłacenia okupu, bił ich wraz z kolegami z gangu. Okres ten był dla Luciano zaprawą w przestępczym rzemiośle.
Pewnego dnia jeden z uczniów odmówił płacenia haraczu gangowi „szczęściarza”. Był to Żyd pochodzenia polskiego Meyer Lansky, którego odwaga i sprzeciw wywarły na Luciano spore wrażenie. Tym samym był to początek najtrwalszej przyjaźni w historii amerykańskiej mafii.
W wieku 18 lat Luciano został aresztowany i skazany na pół roku za handel heroiną i morfiną. W 1916 roku wraz z Meyerem Lanskim, Bugsym Siegelem (socjopatycznym mordercą, bliskim przyjacielem Lanskiego), a także Frankiem Costello przystał do Five Points Gang. Już wówczas podejrzewany był przez policję o szereg zabójstw, których prawdopodobnie był zleceniodawcą, a które w jego imieniu wykonywał Siegel. Luciano, Lansky i Costello byli w owym czasie „wychowankami” Arnolda Rothsteina, który wprowadził ich w tajniki świata przestępczego (m.in. korumpowanie sędziów, prokuratorów i policjantów).
Z czasem, dzięki roztropności i ostrożności oraz kontaktom Costello, geniuszowi finansowemu Lanskiego, bezwzględności Siegela, a także charyzmie i dalekowzroczności Luciano, jego gang stał się zauważalny w całym Nowym Jorku, a o jego przyłączenie do własnych rodzin zaczęli zabiegać Giuseppe „Joe Boss” Masseria oraz Salvatore Maranzano.
W 1920 roku, wieku 23 lat, Luciano przyłączył się do największej przestępczej rodziny w USA, kierowanej przez Giuseppe „Joe Bossa” Masserię. Wynikało to z faktu, że pozycja gangu Luciano nie była jeszcze na tyle silna i wpływowa. On sam musiał się liczyć z dwoma dominującymi na arenie półświatka nowojorskiego wrogimi sobie bossami – Maranzanną i Masserią, których osobiście nie cierpiał (pogardliwie nazywani byli oni Wąsatymi Piotrkami). Luciano snuł już jednak razem z Lanskim plany zreorganizowania mafii amerykańskiej. Obaj byli zwolennikami nowej formy zorganizowanej przestępczości na terenie Stanów Zjednoczonych – wieloetnicznych gangów, które pod względem struktury i organizacji miały odbiegać od Starej Mafii amerykańskiej utworzonej na wzór sycylijski. Uczestniczył w obradach słynnej konferencji w Atlantic City, obok Lanskiego i Johnny’ego Torrio był jej głównym rozgrywającym.
W tym czasie, w 1929 roku, Masseria rozpoczął wojnę z przywódcą znanej brooklyńskiej rodziny mafijnej – Salvatore Maranzano. Wojna ta przeszła do historii jako wojna Castellammarese i trwała ponad 2 lata. W trakcie jej trwania Luciano potajemnie – za plecami „Joe Bossa” – skupił wokół siebie gangsterów tzw. Young Turks niezadowolonych ze sposobu prowadzenia mafijnych interesów przez ówczesnych dwóch głównych bossów. Przy okazji liczył, że obaj prędzej czy później staną się ofiarami tej wojny. Jednakże końca jej nie było widać i obaj nadal żyli. Wówczas Luciano razem z innymi żydowskimi gangsterami (m.in. Lanskim i Siegelem) wdrożył plan działania, który przewidywał w pierwszej kolejności wyeliminowanie Masserii.
Stało się to 15 kwietnia 1931. „Joe Boss” został zastrzelony przez czterech napastników: Vito Genovese, Joego Adonisa, Alberta Anastasia i Bugsy’ego Siegela w restauracji na Coney Island. Maranzano został zwycięzcą i ogłosił się szefem wszystkich szefów. Panowanie jego nie trwało zbyt długo. Luciano zlecił następnie zabicie Maranzano, a zabójstwa dokonali wynajęci „cyngle” od Lanskiego (10 września 1931).
Po zakończonej wojnie Castellammarese doprowadził do zniesienia stanowiska bossa nad bossami Capo di tutti capi, podzielił nowojorski półświatek przestępczy na Pięć Rodzin. Stanął wówczas na czele jednej z nich (obok rodziny Mangano, rodziny Bonanno, rodziny Gagliano i rodziny Profaci). Intronizacja Luciano na przywódcę nowoczesnej mafii amerykańskiej odbyła się jesienią 1931 w chicagowskim Blackstone Hotel. Z kraju przybyły liczne delegacje. Al Capone pełnił rolę gospodarza, był jeszcze szefem mafii chicagowskiej, ale w tym czasie toczył się proces przeciwko niemu (niepłacenie podatków).
Będąc wówczas najpotężniejszym gangsterem, przy wydatnej pomocy Lanskiego, znacznie rozszerzył przestępczą działalność na inne miasta USA, a także na Kubę. Stworzył także specjalny oddział egzekucyjny nazwany potem przez dziennikarzy Murder Incorporated pod kierownictwem Alberta Anastasii (zwanego Lord High Executioner lub Kapelusznikiem) przeznaczony do likwidacji gangsterów, którzy zdradzili lub z innych przyczyn popadli w niełaskę Murder, Inc. Nie wolno było natomiast jej stosować do likwidacji urzędników, policjantów czy polityków lub dziennikarzy. Luciano uważał bowiem, że zabójstwa takich ludzi mogą zwrócić zbyt wielką uwagę władz i opinii publicznej na przestępczość zorganizowaną.

## Skazanie w 1936 roku
Oficjalnie na czele rodziny mafijnej stał do roku 1936, kiedy to został skazany m.in. za sutenerstwo na 30 do 50 lat więzienia i umieszczony w ciężkim więzieniu Clinton Correctional Facility w Dannemora, w stanie Nowy Jork. Wielu członków świata przestępczego uważało, że cała sprawa została ukartowana przez prokuratora stanowego Thomasa E. Deweya. Prokurator, republikanin z politycznymi ambicjami sfabrykował proces. Dowiedziono później, że ponad połowa świadków na sali zeznawała nieprawdę.
Luciano na swojego następcę wskazał Franka Costello. Inny czołowy boss Vito Genovese miał problemy z wymiarem sprawiedliwości (groził mu zarzut zabójstwa) i musiał uciekać do Włoch.

## Pobyt w więzieniu
W czasie II wojny światowej został przeniesiony do więzienia Great Meadow w Comstock. Zza więziennych krat wydał zgodę i organizował pomoc dla wywiadu amerykańskiej marynarki wojennej (tj. Biuro Wywiadu Marynarki Wojennej), zabezpieczając nabrzeża (porty nowojorskie) przed niemieckim sabotażem i pomagając armii amerykańskiej w zdobywaniu Sycylii.

## Sabotaż na pokładzie liniowca „Normandie”
11 lutego 1942 roku u ujścia rzeki Hudson w nowojorskim porcie doszło do wybuchu pożaru na pokładzie francuskiego liniowca „Normandie”, który został przekształcony na okręt transportowy dla wojska i przemianowany na „Lafayette” w 1941 roku przez władze Stanów Zjednoczonych po tym, jak Francja upadła po najeździe Niemiec w 1940 roku.
Władze amerykańskie podejrzewały, że był to akt sabotażu ze strony niemieckich agentów (lub ich sojuszników). W rzeczywistości za spaleniem statku odpowiadała mafia. Luciano w ten sposób chciał mieć lepszą kartę przetargową z władzami USA. Liczył, że dzięki temu wyjdzie wcześniej na wolność, bo wiedział, że nikt inny jak mafia nie ochroni lepiej portów i doków nowojorskich przed aktami sabotażu. Zgodnie z jego wolą (skonsultował to z Frankiem Costello) za zorganizowanie wysadzenia statku odpowiadał brat Alberta Anastasii – Tony „Tough” Anastasia.
Władze amerykańskie, przestraszone perspektywą dalszych aktów sabotażu, zaangażowały mafiosów do wspólnej walki z nazistowskimi Niemcami. Tak powstał plan „Operation Underworld” (operacja „Podziemie”). Luciano, po przeniesieniu do Great Meadows, wydawał kolejne rozkazy swoim podwładnym, przy okazji odbudowywał swoje wpływy. W plany te został wtajemniczony przyjaciel Luciano – Meyer Lansky, który zachęcał Tony’ego Anastasię do dalszego podpalania statków.
Dzięki staraniom Meyera Lanskiego, w 1946 roku Dewey, który w tym czasie został właśnie gubernatorem Nowego Jorku, ułaskawił Luciano (za jego patriotyczną postawę, tj. ochronę portów i doków nowojorskich przed niemieckimi atakami) pod warunkiem deportacji do Włoch. Luciano odzyskał wolność i 10 lutego 1946 udał się statkiem na Sycylię.
28 lutego 1946 przypłynął na pokładzie statku „Laura Keene” do Genui na północy Włoch. Tutaj, ku swojemu zdziwieniu i zaskoczeniu, dowiedział się, że ma być przewieziony do swojej rodzinnej sycylijskiej wioski Lercara Friddi. Luciano był pod ścisłą kontrolą i obserwacją. Szef amerykańskiego Narcotics Bureau, Harry Anslinger, obawiał się, że przebywający na wygnaniu Luciano spróbuje kierować przestępczym procederem z drugiej strony Atlantyku.
Luciano dosyć szybko wypertraktował bądź wykupił sobie wolność i opuścił rodzinne strony, latem 1946 roku przeniósł się do Palermo, ostatecznie osiadł w Neapolu.

## Kariera po 1946 roku
W tym samym 1946 roku Luciano poleciał na Kubę, skąd nadal za pośrednictwem Costello i Lanskiego prowadził mafijne interesy, ale rząd USA zmusił władze Kuby do wydalenia Luciano z wyspy. Przed ponowną deportacją wziął udział w kolejnej ważnej mafijnej konferencji hawańskiej.
Po opuszczeniu Kuby powrócił do Włoch, skąd nadal kierował przestępczymi operacjami, m.in. handlem narkotykami. W późnych latach 50. doszło do rozluźnienia bardzo silnej dotąd przyjaźni Luciano z Lanskim. Luciano podejrzewał Lanskiego o niewłaściwe rozliczanie udziałów w przestępczych interesach. Mimo wszystko pozostali przyjaciółmi. Niezależnie od tego Luciano był i pozostał człowiekiem bardzo majętnym. Pod koniec życia zyskał sobie uznanie jako filantrop, przeznaczając duże sumy na działalność charytatywną.
W 1957 roku uczestniczył w słynnym szczycie w Palermo. To najprawdopodobniej tu zapadła decyzja o wyeliminowaniu krwiożerczego „Kapelusznika” Alberta Anastasii (psychopatyczny morderca). Nawet sam Luciano musiał przyznać, że to, co robi Anastasia, nie jest mu na rękę: „Albert naprawdę zbzikował i chce zabijać każdego, kto mu tylko przyjdzie do głowy, on jest stuknięty”.
Najprawdopodobniej razem z Meyerem Lanskim, Carlo Gambino i Frankiem Costello, odpowiada za fiasko obrad konferencji w Apalachin. Spotkanie czołowych bossów amerykańskiego świata zorganizowanej przestępczości zostało przerwane przez niespodziewany nalot agentów federalnych i stanowych policjantów. Gdy do jego domu w Neapolu dotarła o tym wiadomość, wypowiedział te słowa: „Co, do diabła, ten Vito sobie wyobrażał, że co się stanie, gdy tylu facetów, z całego kraju, ubranych jak na bal, będzie jechało jakąś pieprzoną wiejską drogą, w tych swoich cadillacach, jakby to była jakaś pieprzona parada”.
Nie było tajemnicą, że od wielu lat iskrzyło na linii Luciano – Genovese. Vito miał nadzieję, że obejmie stanowiska capo di tutti capi podczas tej konferencji. Podczas wcześniejszej mafijnej konferencji, która odbyła się na Hawanie, również można było wyczuć napięcie między nimi.
Policji (po obu stronach Atlantyku) nie udało się zatrzymać Luciano pod zarzutem handlu narkotykami. Nawet szef Federalnego Biura Antynarkotykowego (ang. Federal Bureau of Narcotics) Harry Anslinger (poprzez swoich agentów) nie mógł „przygwoździć Szczęściarza”. W 1951 roku do Neapolu przybył tajny agent FBN Charles Siragusy. O jego przylocie Lucky dowiedział się w parę godzin od swoich ludzi.
Siragusy w trakcie prowadzonego śledztwa ustalił powiązania Luciano z przemytem prawie pół tony heroiny z laboratorium w Mediolanie do Nowego Jorku (towar szmuglowany był z Schiaparelli Company do Mediolanu, a później do Stanów). Luciano nie został jednak o nic oskarżony, a tym bardziej skazany.
W 1957 roku Claire Sterling, dziennikarka (nieistniejącego już) magazynu „The Reporter”, przeprowadziła wywiad z Lucky Luciano w jego domu w Neapolu. W czasie udzielania wywiadu obecna była żona Lucky’ego – włoska tancerka o imieniu Igea. W wywiadzie Luciano wspomniał o fabryce cukierków, którą otworzył (i zamknął) w Palermo, o firmie zaopatrującej przemysł farmaceutyczny i firmie wyrabiającej łóżka szpitalne (oba zakłady założył w Neapolu). Narzekał na wścibskich włoskich policjantów – „Śledzą mnie już od dawna, niech sobie śledzą dalej”.
Pod koniec lat 50. władze włoskie rozpoczęły śledztwo prowadzone przez Korpus Straży Skarbowej w sprawie sycylijskiego handlu heroiną. 31 maja 1965 sędzia Cesare Terranova podpisał wspólny akt oskarżenia przeciwko 114 mafiosom (Proces 114; na ławie oskarżonych mieli zasiąść zarówno sycylijscy i amerykańscy gangsterzy – m.in. Carmine Galante, Joe Bonanno, John Bonventre, bracia Maggadino i Santo Sorge). Luciano miał również stanąć przed wymiarem sprawiedliwości, ale od trzech lat już nie żył.

## Podsumowanie sylwetki
W USA Luciano zwany jest ojcem chrzestnym mafii amerykańskiej tzw. Narodowego Syndykatu, cieszącym się uwielbieniem wśród amerykańsko-włoskich mieszkańców Nowego Jorku. Współtwórca tzw. Komisji (inaczej kopuły) – organu zarządzającego przestępczością zorganizowaną w USA, składającego się z przedstawicieli 5 nowojorskich mafijnych rodzin (obecnie są to: Gambino, Genovese, Lucchese, Bonanno, Colombo), a także pozostałych rodzin mafijnych należących do La Cosa Nostry (łącznie 24 frakcje w całym USA). Struktura organizacyjna mafii ustalona przez Luciano w 1931 roku przetrwała do dzisiaj.
Kolejność zaczynając od góry:
- szef wszystkich szefów (Capo di Tutti Capi), przewodniczący „Komisji”;
- szef rodziny (Capo Famiglia, boss, Don), łącznie 24 reprezentantów rodzin z całego USA;
- doradca (Consiglieri) – najczęściej prawnik, tradycyjnie rdzenny Sycylijczyk;
- wiceszef (Underboss) – osobę sprawująca pieczę nad „ulicznymi” interesami Rodziny;
- kapitan, dowódcy ekipy (caporegime);
- żołnierz (soldati).

Luciano formalnie nie sprawował roli bossa nad bossami (stanowisko to kojarzyło mu się ze starą mafią sycylijską, które zniósł w roku 1931), przewodził „Komisji Syndykatu”. Natomiast z jego namiestnictwa i za jego pozwoleniem rodzina, z której się wywodził, rządzona była przez Franka Costello, później zmieniła nazwę na Rodzinę Genovese, gdy w 1957 roku Vito ostatecznie pokonał Costello, gdy ten udał się na zasłużoną emeryturę.
„Lucky” wprowadził w 1931 roku na zjeździe „Komisji” prawo równości między 24 przywódcami rodzin mafijnych. Oznaczało to, że każdy boss jest równy sobie, i w ramach głosowania obierany będzie przywódca ogólnokrajowy – Capo di Tutti Capi.
Od czasu, gdy osiadł we Włoszech (w wyniku deportacji w 1946 r.), nadal pozostawał najpotężniejszym ze wszystkich bossów mafijnych. Jego kurierzy latali między Neapolem i Nowym Jorkiem, przywozili informacje i pieniądze (miesięcznie ok. 25 000 dolarów).
Żadna poważna decyzja dotycząca przyszłości mafii w Stanach Zjednoczonych nie mogła być podjęta bez jego wiedzy lub zgody („Nie ulega wątpliwości, że potęga Luciana była tak wielka, że nawet z Europy mógł rządzić swymi ludźmi”).
Luciano szanował Don Calogero Vizziniego (boss całej mafii sycylijskiej, od czasu gdy w lipcu 1943 na Sycylii wylądowali alianci), ale jego zastępcę (i sukcesora), Giuseppe Genco Russo (ps. Zi Peppi Jencu), uważał za „bezużyteczną tłustą kurę”.
Jak przystało na wytrawnego gangstera, Luciano pod swoje skrzydła przygarnął kilkunastu młodych sycylijskich picciotti, wśród nich znalazł się Tommaso Buscetta, z którym pracował i przyjaźnił się przez 16 lat, aż do swojej śmierci.
Istnieją różne hipotezy dotyczące nadanego mu przez środowisko przestępcze pseudonimu „Lucky”. Najprostszą jest ta, że jego pseudonim pochodzi od jego nazwiska („Lucania”). Inną wersją jest ta, która mówi, że Luciano przeżył ciężkie pobicie, już po deportacji do Włoch przyznał, że „pobiły go chłopaki z biura”. Podejrzewa się, że Charles został stałym informatorem policji. Policjanci czekali nad nabrzeżem na dostawę narkotyków, nie doczekali się i niezadowoleni z błędnej informacji agenci go pobili. Później w szpitalu miał odwiedzić go „Bugsy” Siegel, który widząc stan przyjaciela, stwierdził „wiesz, cholerny z ciebie szczęściarz, Charlie”.
Miał słabe serce i przeszedł kilka zawałów. Zmarł właśnie na zawał, 26 stycznia 1962 na lotnisku Capodichino w Neapolu krótko po tym, gdy odebrał tam scenarzystę, który miał napisać scenariusz do filmu o jego życiu. Został pochowany na nowojorskim cmentarzu św. Jana.
Wiele cech i elementów biografii Luciano zawiera w sobie filmowa postać Michaela Corleone z filmowej trylogii „Ojciec chrzestny”.
Jego postać została przedstawiona w serialu produkcji HBO Zakazane imperium.